# Vänersborg

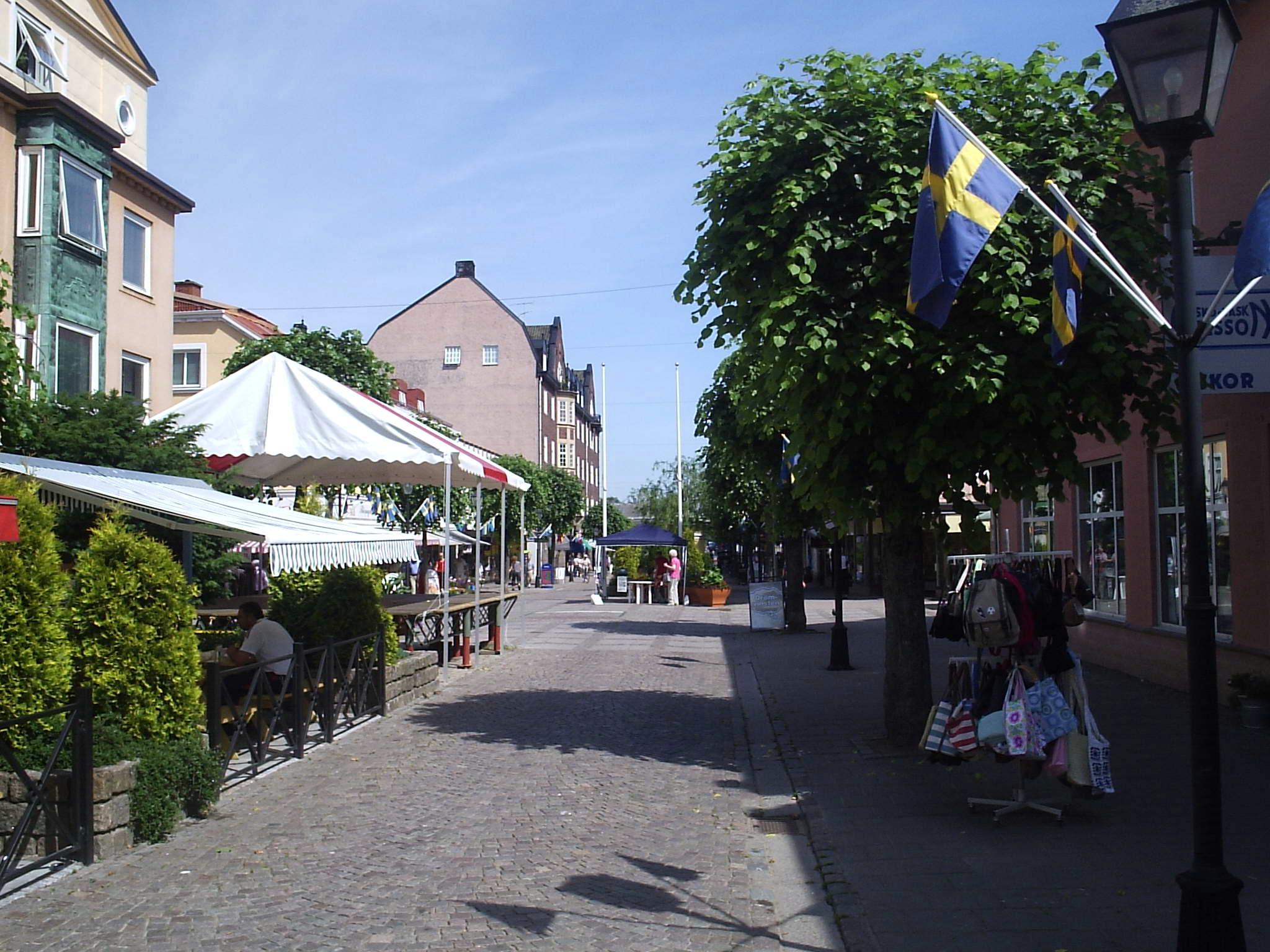

Vänersborg este un oraș în Suedia.

## Demografie
| \| Evoluția demografică a zonei urbane Vänersborg, 1970–2015 \| Evoluția demografică a zonei urbane Vänersborg, 1970–2015 \| Evoluția demografică a zonei urbane Vänersborg, 1970–2015 \| Evoluția demografică a zonei urbane Vänersborg, 1970–2015 \| Evoluția demografică a zonei urbane Vänersborg, 1970–2015 \| \| --------------------------------------------------------------------------------------- \| --------------------------------------------------------- \| --------------------------------------------------------- \| --------------------------------------------------------- \| --------------------------------------------------------- \| \| An \| \| \| Locuitori \| \| \| 1970 \| 1970 \| \| 19.465 \| 19.465 \| \| 1975 \| 1975 \| \| 20.510 \| 20.510 \| \| 1980 \| 1980 \| \| 19.852 \| 19.852 \| \| 1990 \| 1990 \| \| 21.014 \| 21.014 \| \| 1995 \| 1995 \| \| 20.915 \| 20.915 \| \| 2000 \| 2000 \| \| 21.383 \| 21.383 \| \| 2005 \| 2005 \| \| 21.672 \| 21.672 \| \| 2010 \| 2010 \| \| 21.699 \| 21.699 \| \| 2015 \| 2015 \| \| 23.119 \| 23.119 \| \| Sursa: SCB - Statistika Centralbyrån, Folkmängden per tätort. Vart femte år 1960 - 2016 \| \| \| \| \| |      |  |           |        |
| Evoluția demografică a zonei urbane Vänersborg, 1970–2015 |      |  |           |        |
| An |      |  | Locuitori |        |
| 1970 | 1970 |  | 19.465    | 19.465 |
| 1975 | 1975 |  | 20.510    | 20.510 |
| 1980 | 1980 |  | 19.852    | 19.852 |
| 1990 | 1990 |  | 21.014    | 21.014 |
| 1995 | 1995 |  | 20.915    | 20.915 |
| 2000 | 2000 |  | 21.383    | 21.383 |
| 2005 | 2005 |  | 21.672    | 21.672 |
| 2010 | 2010 |  | 21.699    | 21.699 |
| 2015 | 2015 |  | 23.119    | 23.119 |
| Sursa: SCB - Statistika Centralbyrån, Folkmängden per tätort. Vart femte år 1960 - 2016 |      |  |           |        |